# Brevicornu setulosum
Brevicornu setulosum är en tvåvingeart som beskrevs av Zaitzev 1988. Brevicornu setulosum ingår i släktet Brevicornu och familjen svampmyggor.
Artens utbredningsområde är Idaho. Arten är reproducerande i Sverige. Inga underarter finns listade i Catalogue of Life.